# Sirtuine 5
La sirtuine 5 est une désacétylase de la famille des sirtuines. Elle présente en outre des activités enzymatiques désuccinylase et démalonylase, clivant des groupes acétyle, succinyle et malonyle de résidus de lysine des protéines. Elle accroît notamment, par désacétylation, l'activité de la carbamyl-phosphate synthetase I (en), enzyme limitante du cycle de l'urée des mitochondries des hépatocytes, ce qui laisse penser que cette protéine joue un rôle déterminant dans la régulation de ce cycle. Elle interagit également avec le cytochrome c, qu'elle désacétyle. D'une manière générale, on pense que la sirtuine 5 agit, à travers ses désuccinylations, sur le métabolisme énergétique cellulaire. Les implications des fonctions physiologiques de la sirtuine 5 sont encore mal connues, mais pourraient faire intervenir des mécanismes de régulation du métabolisme mitochondrial.
Chez l'homme, la sirtuine 5 est codée par le gène SIRT5, situé sur le chromosome 6. 